# Ozonidă
Ozonurile sunt compuși anorganici ai metalelor cu anionul ozonură O3-, formați sub acțiunea ozonului. Se pot enumera ozonura de sodiu, potasiu.